# Se questo è un uomo
Se questo è un uomo è un'opera memorialistica di Primo Levi scritta tra il dicembre 1945 e il gennaio 1947. Rappresenta la coinvolgente, ma meditata, testimonianza di quanto vissuto dall'autore nel campo di concentramento di Auschwitz. Levi sopravvisse infatti alla deportazione nel campo di Monowitz, lager satellite del complesso di Auschwitz e sede dell'impianto Buna-Werke di proprietà della I.G. Farben.

## Scrittura e pubblicazione
Il testo venne scritto non per muovere accuse ai colpevoli, ma come testimonianza di un avvenimento storico e tragico. Lo stesso Levi diceva testualmente che il libro era «nato fin dai giorni di lager per il bisogno irrinunciabile di raccontare agli altri, di fare gli altri partecipi» ed è scritto per soddisfare questo bisogno. L'opera, durante la sua genesi, fu comunque oggetto di rielaborazione. Al primo impulso da parte di Levi, quello di testimoniare l'accaduto, seguì un secondo, mirato a elaborare l'esperienza vissuta, il che avvenne grazie ai tentativi di spiegare in qualche modo la verità dei lager nazisti.
Il destino del libro doveva rivelarsi in qualche modo imprevedibile, paragonabile da questo punto di vista alla sorte umana con i suoi più impensati alti e bassi. Infatti, il manoscritto fu rifiutato da Einaudi in due occasioni: nel 1947, visto sfavorevolmente sia da Natalia Ginzburg, che era allora consulente della casa editrice e che comunicò a Levi la bocciatura, sia da Cesare Pavese, secondo il quale erano già usciti troppi libri sui campi di concentramento; nel 1952, morto Pavese, il rifiuto einaudiano si ripeterà. L'autore fu costretto a rivolgersi quindi alla piccola casa editrice Francesco De Silva, fondata e diretta da Franco Antonicelli, che stamperà l'opera nell'autunno del 1947 in sole 2500 copie, nonostante la pubblicazione, a scopo promozionale, di alcuni capitoli in anteprima su giornali di Vercelli, L’amico del popolo, e su Il Ponte, prestigiosa rivista letteraria diretta da Piero Calamandrei. Fu Franco Antonicelli, direttore della casa editrice, ad accettare di sostituire il titolo scelto da Levi, che nella stesura iniziale pubblicata su L'amico del popolo era Sul fondo e nella versione proposta alle case editrici I sommersi e i salvati, con il celeberrimo Se questo è un uomo, suggerito da Renzo Zorzi e subito accettato da Antonicelli e Levi stesso. Per la copertina della prima edizione fu scelto uno schizzo preparatorio di Francisco Goya da El tres de mayo del 1808.

Dai versi introduttivi dell'opera, pubblicati per la prima volta nel maggio 1946 su L'amico del popolo con il titolo Salmo, e ispirati all'antica preghiera dello Shemà, è tratto e si spiega il titolo definitivo.
Il successo e la notorietà del libro si fecero attendere fino al 1958, anno in cui l'opera venne pubblicata finalmente proprio dalla casa editrice dello Struzzo nella collana Saggi con un risvolto di copertina anonimo, scritto da Italo Calvino. Nel 1964 Primo Levi ne produsse una riduzione radiofonica che venne trasmessa il 25 aprile dello stesso anno alla quale avrebbe fatto seguito nel 1966 la riduzione teatrale di Pieralberto Marchesini.
Anche dopo la pubblicazione del libro, la scrittura dell'esperienza personale vissuta nel campo di sterminio rimase un lavoro in corso. Successivamente a Se questo è un uomo pubblicò La tregua, che descrive l'interminabile itinerario nei paesi dell'Europa Centrale che Levi attraversò sulla via del ritorno in Italia dopo la liberazione del campo. Quest'opera deve il suo titolo al fatto di rappresentare una fase in cui la mente del protagonista resta in parte libera dal pensiero assillante della prigionia. Un pensiero che comunque lo avrebbe riassalito al momento di ritornare a casa e anche negli anni successivi. Nel 1986, infatti, pubblicò il saggio I sommersi e i salvati, che ritornava a trattare la tematica del lager nazista.

## Tematiche
Dopo i versi introduttivi, la prefazione spiega quanto importante sia stato, per l'interessato, il fatto di essere stato internato solo nel 1944, periodo in cui le condizioni dei prigionieri erano ormai migliorate. L'autore precisa di non aver inventato nessuno degli avvenimenti narrati.
È essenziale, da parte dell'autore, lo scopo di alternare la testimonianza del vissuto ad altri scorci in cui egli assume la prospettiva dello scienziato (si ricorda che Primo Levi era un chimico e che svolse queste mansioni anche nel campo di concentramento): la società dei detenuti funziona secondo regole complesse e incomprensibili per chi vi è appena arrivato, ma senz'altro oggetto di analisi da parte del narratore.
Ricoprono tra l'altro un ruolo di primo piano le descrizioni dei rapporti sociali: Levi si concentra spesso sulla psicologia e sulle dinamiche di gruppo dei detenuti, indicando come diverse regole della civilizzazione umana vengano, per cause di forza maggiore, messe a tacere. Hanno del resto un ruolo di primo piano le doti di carattere, gli stratagemmi e i sotterfugi necessari per appartenere al gruppo dei privilegiati che sopravvivranno, se non all'intera durata della detenzione, almeno al prossimo periodo di crisi e terrore.
Tra le tematiche che pervadono il testo, si possono inoltre citare: la conservazione di un minimo di dignità umana e dell'amicizia, nei limiti ristrettissimi in cui è possibile farlo nel lager; alcuni isolati episodi di carità e di solidarietà tra prigionieri; la fame, condizione che assilla in permanenza i prigionieri sottoalimentati; l'insensatezza e l'arbitrarietà delle regole e degli ordini che governano la vita nel campo; la concentrazione dei prigionieri sul presente, sulla necessità di sopravvivere giorno per giorno, con l'incapacità di raffigurarsi un futuro e la rimozione del passato.

## Riassunto
Di seguito sono riportati alcuni termini utilizzati dai deportati del campo di Auschwitz e utilizzati nel romanzo.
- Block («blocco» o «baracca»): identificava le unità abitative dove alloggiavano i deportati, in condizioni di inimmaginabile sovraffollamento, costringendoli a dormire in 3-4 per ogni pagliericcio disponibile.
- Blocksperre («clausura in baracca»): un ordine che imponeva a tutti i prigionieri di rientrare nei loro blocchi. Quest'ordine veniva impartito comunemente in vista di una selektion per evitare che gli internati vi si sottraessero.
- Häftling («prigioniero»): termine che definiva l'internato. Spesso era utilizzato in associazione con il numero di matricola tatuato sull'avambraccio sinistro per identificare uno specifico prigioniero. Ad esempio, Primo Levi era Häftling numero 174.517.
- Ka-Be (abbr. di Krankenbau): l'infermeria del lager.
- Kapo: termine generico che indicava un detenuto che ricopriva una carica all'interno del campo e che spesso esercitava il comando su altri deportati.
- Kommando: squadra di lavoro.
- Muselmann («muselman»), pl. Muselmänner: termine di origine ignota[13] che indicava un prigioniero sfinito dal lavoro e dalla fame, senza più alcuna volontà di sopravvivenza, destinato alla selezione e quindi alla morte.
- Sonderkommando: kommando, composto da prigionieri segregati, che lavorava presso i forni crematori e aveva l'obbligo di collaborare alle operazioni di smaltimento dei cadaveri.

L'enunciazione di eventi e situazioni segue tendenzialmente l'ordine cronologico, nonostante vi siano numerose eccezioni.
- Il primo capitolo (Il viaggio) spiega la situazione degli ebrei italiani deportati a Fossoli nel campo di transito. Il trasferimento in Germania è comunque imminente e la maggior parte dei prigionieri sa di andare incontro alla morte quasi sicura. Il treno fa tappa al Brennero, a Salisburgo, a Vienna e ancora in Polonia. Nella carrozza ferroviaria i deportati vengono trasportati in condizioni disumane e parecchi di loro muoiono.
- Nel secondo (Sul fondo) vengono descritte le prime scene nel campo di concentramento. A ciascuno dei prigionieri, chiamati in tedesco Häftling,[14] viene assegnato un numero che costituisce la loro nuova identità con decorrenza immediata (Levi è il numero 174517). Si tratta di una identità carica peraltro di significati fin dall'inizio. Al suo arrivo, il protagonista ignora ancora che grazie a quelle cifre è possibile stabilire provenienza e grado di anzianità dei vari prigionieri; si tratta di informazioni che implicano anche una certa  posizione nella gerarchia che viene a stabilirsi tra i detenuti. Fin troppo in fretta si apprendono le prime leggi del campo, come quella di non fare domande, di fingere di capire tutto, di saper apprezzare il valore di oggetti essenziali alla sopravvivenza come le scarpe e il cucchiaio.
- Il terzo capitolo (Iniziazione) si concentra sul variegato panorama linguistico del lager, compreso l'uso di termini specifici tedeschi in tutte le lingue. A proposito di questo paesaggio linguistico, Levi propone un paragone tra il lager e la città di Babele.[15]
- Ka-Be è il nome abbreviato dell'infermeria (baracca detta Krankenbau) che dà il titolo al quarto capitolo. In seguito a un problema al piede, Levi viene assegnato a questo blocco, fatto che gli concede una sorta di tregua per venti giorni, ma non di vera e propria speranza. Come dovrà capire, il numero che il protagonista porta tatuato sul braccio si trova di poco al di sotto di duecentomila: dato che il campo ospita poche decine di migliaia di persone, è logico pensare che centinaia di migliaia di persone siano state uccise o siano morte di stenti prima ancora della deportazione del protagonista. Del resto, nel campo regna qualcosa come la certezza matematica che la maggior parte dei vivi è destinata a morire a medio termine. È questo quanto un gruppo di prigionieri ebrei fa capire a Levi, non senza fargli sentire un certo disprezzo. Questo atteggiamento ostile è in parte dovuto al fatto che il protagonista - essendo italiano - non parla la loro lingua, lo yiddish.
- Il quinto capitolo, Le nostre notti, contiene tra l'altro una celebre pagina in cui il protagonista illustra il suo dormiveglia, una situazione nella quale i confini tra realtà e sogno si dissolvono. Si tratta dunque di un sonno che non regalerà mai il necessario riposo. Ogni notte infatti Levi, come gli altri internati, è periodicamente assalito da due incubi ricorrenti: Il primo riporta l'autore a casa, ignorato dai suoi amici e familiari mentre racconta le atrocità subite nel lager; il secondo illude invece Levi d'aver davanti a sé del cibo che poi scompare repentinamente ogni volta che prova a mangiarlo.
- Il lavoro, sesto capitolo, illustra tra l'altro la scarsa predisposizione di Levi ai lavori pesanti: dovendo trasportare carichi di grosse dimensioni, il protagonista rischia di morire estenuato. Ciononostante, Levi approfitta della solidarietà del compagno di origini francesi Resnyk, il quale lo aiuta generosamente nei compiti più gravosi.
- Il settimo capitolo, Una buona giornata, presenta una nuova fase di tregua nella vita del lager. Il fatto di poter mangiare a sazietà costituisce un evento eccezionale per i prigionieri, dato che le dosi di cibo previste dai regolamenti non coprono il fabbisogno energetico giornaliero. La parvenza di un minimo di normalità, d'altro canto, favorisce il riemergere della tristezza, altrimenti rimossa durante le giornate dominate dalle percosse, dalla fame e dalla spossatezza.
- Il titolo dell'ottavo capitolo, Al di qua del bene e del male, allude all'opera Al di là del bene e del male di Nietzsche. Al contrario dell'eroe nietzschiano, il prigioniero del lager viene presentato nella sua nullità. Questo capitolo illustra inoltre il significato e le ripercussioni di un evento apparentemente banale come il cambio della biancheria (il cosiddetto Wäschetauschen). Infatti, sul mercato del lager le camicie dei prigionieri vengono utilizzate come merce di scambio da cui poter ricavare della stoffa: nel campo si è sviluppato un mercato nero, una sorta di borsa soggetta a regole descrivibili con una certa precisione. Il valore di scambio, quindi il prezzo di cose e materiali è soggetto a sbalzi e a improvvise cadute, in funzione della variabile disponibilità dei beni e dei capricci del mercato: oltre ai meccanismi di domanda e offerta, giocano un ruolo molto importante le manovre di speculazione messe in atto dai prigionieri. Un imminente cambio della biancheria, ad esempio, comporterà un crollo di valore delle camicie sul mercato nero, per cui chi ne verrà a conoscenza prima degli altri tenterà di trarre profitto dalla notizia.
- Uno dei capitoli di maggiore importanza è senza dubbio il nono, dedicato a i sommersi e i salvati (inizialmente pensato come titolo del libro, sarà poi ripreso per battezzare l'importante saggio del 1986): Levi spiega come questa distinzione (tra candidati alla sopravvivenza o alla morte) sia per lui di importanza assai maggiore rispetto a quelle di bene e di male, categorie praticamente impossibili da definire in maniera obiettiva. Levi passa quindi a illustrare le vicende di alcuni detenuti a mo' di exempla: come mostrano le brevi note biografiche dedicate a questi internati, il miglior modo per sopravvivere è senza dubbio quello di conquistarsi un posto al sole facendosi incaricare di mansioni speciali, diventando ad esempio un cosiddetto Kapo. La maniera esemplare per far parte dei votati alla morte sicura è invece quella di adattarsi alle regole ufficiali del campo, per poi indebolirsi lentamente a causa dell'esaurimento, della denutrizione e delle malattie.
- Esame di chimica: in seguito a questa prova sostenuta presso il dottor Pannwitz, Levi viene ammesso alle mansioni di laboratorio. È questo uno dei principali fattori a garantirne la sopravvivenza nel lager, sottraendolo al destino dei cosiddetti Muselmänner, cioè dei votati alla morte certa.
- L'undicesimo capitolo, Il canto di Ulisse, è ispirato al ventiseiesimo canto dell'Inferno, in cui viene narrata la vicenda umana di Ulisse, guidato - come Dante e come Levi - dalla sete di sapere: il protagonista cerca di ricordarsi i versi danteschi e di tradurli al Pikolo del Kommando chimico. Levi rivive la chiusa del canto (mentre è in fila per la zuppa) come metafora dell'esperienza che sta scontando nel lager.[16] "- Kraut und Rüben - Si annunzia ufficialmente che la zuppa è di cavoli e rape: - Choux et navets. - Kàposzta és répak. Infin che 'l mar fu sovra noi rinchiuso".[17]
- I fatti dell'estate: questo capitolo si riferisce al tracollo militare dei nazisti, fatto quindi noto ai prigionieri. Neanche alla fine della guerra, dopo lo sbarco in Normandia e la gigantesca controffensiva sovietica in Russia, si sviluppa tra i prigionieri una speranza vera e propria: i fronti alleati sono infatti lontanissimi, mentre la necessità di risolvere gli impellenti problemi della sopravvivenza quotidiana continua a essere onnipresente.
- Ottobre 1944, il tredicesimo capitolo, illustra la sopravvivenza di Levi a una retata di selezione da parte dei nazisti.
- Il capitolo successivo, Kraus, propone il ritratto di un prigioniero del lager.
- Die drei Leute vom Labor (le tre persone del laboratorio) descrive alcune impressioni sulla nuova vita da chimico del protagonista, senza tuttavia approfondire le funzioni specifiche del laboratorio, né le mansioni svolte dal narratore. La presenza di tre donne crea un effetto estraniante.
- Nel capitolo L'ultimo viene rappresentata la figura amica di Alberto, il bresciano Alberto Dalla Volta, già nota dai capitoli precedenti. Costituisce di una specie di alter ego per il protagonista. Si tratta di un personaggio sempre solidale ed estremamente ricco di inventiva e diplomazia, nonché di una figura assai amata nel campo. Alla fine della giornata di lavoro, ha luogo l'impiccagione pubblica di uno degli addetti al crematorio di Birkenau, che si erano ribellati; costui, nell'imminenza della morte grida "Kameraden, ich bin der Letzte! (Compagni, io sono l'ultimo!)", e i prigionieri, che hanno ormai perso qualunque volontà e autonomia, vi assistono in modo totalmente passivo.
- Scritto sotto forma di diario, Storia di dieci giorni costituisce l'epilogo della vicenda. Siccome l'arrivo dell'Armata Rossa è oramai imminente, i tedeschi decidono di evacuare il campo facendo partire da Auschwitz almeno i prigionieri sani. Dato che si è ammalato di scarlattina, Levi è ricoverato e viene escluso dal trasferimento, senza sapere che però quella spedizione finirà per portare i prigionieri verso la fine (si tratta della marcia della morte ed è questa la sorte riservata ad Alberto). Sopravviveranno invece diversi dei pazienti che, come Levi, rimangono nel campo. Il protagonista e altri due prigionieri si daranno da fare per aiutare gli altri malati della loro baracca mentre aspettano l'arrivo dei sovietici, avvenuto il 27 gennaio 1945.

## Lettura
Le riflessioni dell'autore permettono al lettore di immedesimarsi con il protagonista e affiancarlo idealmente nella sua esperienza. Per questo, la lettura del libro è un'esperienza intensa per il lettore. Si tratta inoltre di una esperienza che porta alla riflessione e che non di rado fa sorgere delle domande, per cui Levi ne pubblicò una parte tentando di rispondere.
Per esempio, il lettore sarà spesso stupito dal fatto che nel libro si stenta a trovare un giudizio morale negativo nei confronti di chicchessia. Si cercherà quindi invano una qualche espressione di rancore nei confronti del nazismo. La mancanza di sentimenti del genere fece parlare di un modo di scrivere classico, dunque essenziale e composto, una scrittura che pone Levi tra i grandi della letteratura. Levi spiegò in seguito ai lettori che era sua intenzione quella di mantenere un approccio razionale, assumendo il ruolo del testimone e lasciando al lettore il compito di formarsi un'opinione sull'accaduto.
Nondimeno, come riportato nell'appendice al romanzo, a Levi venne chiesta una spiegazione sull'origine dell'antisemitismo nazista. Questa, secondo l'autore, andava inquadrata in un fenomeno più ampio, quello dell'ostilità sviluppata nei confronti dei diversi. Il lettore intuisce quindi che la scrittura del mondo dei lager può indicare, in qualche modo, un qualcosa di più ampio che può arrivare ad abbracciare l'intero mondo della condizione e della natura umana, tematica cui accennava lo stesso Levi parlando del campi di concentramento come fonte di sapere sugli uomini e sul mondo, comparabile addirittura a un gigantesco, irripetibile esperimento.

## La metafora dell'Inferno dantesco

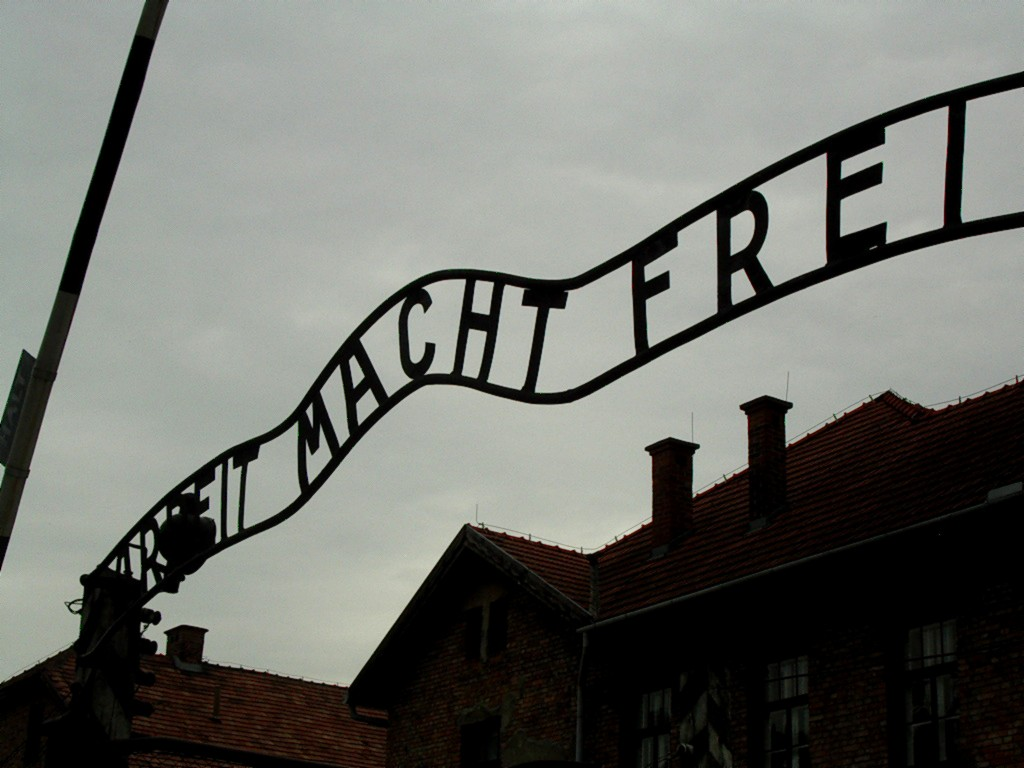
Cancello del lager: Arbeit macht frei ("il lavoro rende liberi")

Come accennato a proposito dell'undicesimo capitolo, si incontrano ripetutamente nel libro riferimenti alla Divina Commedia: la detenzione in un lager viene in qualche modo vista come viaggio nell'oltretomba, in un mondo dal quale si crede di non poter più uscire, similmente a quanto accade nell'Inferno dantesco. Si propongono in quanto segue alcuni dei numerosi riferimenti intertestuali all'opera di Dante:
- Il viaggio verso il lager può essere visto come il trasporto delle anime da traghettare verso l'inferno attraversando il fiume Acheronte, laddove un soldato del campo copre un ruolo simile a quello del tremendo nocchiero Caronte all'arrivo ad Auschwitz. A differenza di Caronte, il soldato nazista si esprime con un tono grottescamente cortese per farsi consegnare gli oggetti di valore dei prigionieri.
- La tristemente nota scritta sul portone di accesso (Arbeit macht frei,  il lavoro rende liberi) viene proposta come una riscrittura dell'incipit del terzo canto dell'Inferno: nella cantica dantesca, la frase riferita alla porta di ingresso (Per me si va nella città dolente, per me si va ne l'etterno dolore, per me si va tra la perduta gente, vv. 1-3) indica che attraverso quell'ingresso si accede al mondo dei dannati.[21]
- L'infermeria, detta Ka-Be, viene paragonata al limbo, un mondo escluso dalle categorie del bene e del male, privo di punizioni vere e proprie e, in un certo senso, un momento di tregua durante l'orrore del lager nazista.
- Al momento di sostenere l'esame di chimica per essere trasferito in laboratorio, il protagonista si imbatte nel dottor Pannwitz, che rassomiglia in qualche modo a un giudice infernale. Come il Minosse dantesco (che assegna a ciascuna delle anime dannate un determinato cerchio dell'inferno e quindi una punizione), il dottore ha la facoltà di decidere delle mansioni e del destino altrui. Secondo la narrazione di Levi, il Pannwitz siede formidabilmente: si tratta di un riferimento nascosto al quinto canto dell'Inferno (Stavvi Minòs orribilmente e ringhia, v. 4).
- Nel capitolo Sul fondo, si indica lo stato di brutale sovvertimento dei valori morali all'interno del lager con i celebri versi danteschi: Qui non ha luogo il Santo Volto! / Qui si nuota altrimenti che nel Serchio![22]

## Edizioni

### Edizioni italiane
- Se questo è un uomo, Torino: F. De Silva, coll. "Biblioteca Leone Ginzburg" n. 3, I ed. 1947
- Se questo è un uomo, Torino: Einaudi, coll. "Saggi" n. 232", 1958; coll. "I coralli" n. 184; coll. "Nuovi coralli" n. 2; coll. "Letture per la scuola media" n. 24,
- Se questo è un uomo, versione drammatica di Pieralberto Marché e Primo Levi, Torino: Einaudi, "Collezione di teatro" n. 99, 1966 ISBN 88-06-13172-9
- Se questo è un uomo. La tregua, Torino: Einaudi, coll. "Supercoralli", 1972; coll. Einaudi Tascabili n. 2, 1991
- Se questo è un uomo, in Opere, coll. "Biblioteca dell'Orsa" n. 6, Torino: Einaudi, 1987, ISBN 88-06-59973-9
- Se questo è un uomo, a cura di Elefteria Morosini, Milano: Einaudi Scuola, coll. "Nuove letture", 1990; a cura di Simona Brenna ed Elefteria Morosin, 2010, ISBN 978-88-286-1019-9
- Se questo è un uomo, presentazione di Vittorio Foa, Roma: "L'Unità", 1992
- Se questo è un uomo, in Opere, a cura di Marco Belpoliti, introduzione di Daniele Del Giudice, Torino: Einaudi, coll. Nuova Universale Einaudi" n. 225, 1997, ISBN 88-06-14637-8
- Se questo è un uomo, Roma: "Famiglia cristiana", coll. "Novecento italiano. I grandi della narrativa" n. 1, 1997; suppl. al n. 15 del 9 aprile 1997
- Se questo è un uomo, a cura di Giovanni Tesio, Milano: Einaudi scuola, coll. "Letteratura del Novecento", 1997
- Se questo è un uomo, Roma: La biblioteca di "la Repubblica" ("Novecento" n. 9), 2002
- Se questo è un uomo, Sassari: Editoriale "La Nuova Sardegna" ("La biblioteca della Nuova Sardegna"), 2005
- Se questo è un uomo, Padova: Finegil, 2005 (edizione speciale allegata a "Il Mattino di Padova", "La Tribuna di Treviso", "La nuova di Venezia e Mestre")
- Se questo è un uomo, Udine: FVG, 2005, (ed. per "Il Piccolo" e "Messaggero Veneto")
- Se questo è un uomo, postfazione di Cesare Segre, Torino: Einaudi, coll. Super ET, 2005, ISBN 978-88-06-21935-2
- Se questo è un uomo, postfazione di Cesare Segre, Torino: Ed. "La Stampa", 2010
- Se questo è un uomo, ed. commentata a cura di Alberto Cavaglion, indici a cura di Daniela Muraca, Torino: Einaudi, "Centro internazionale di studi Primo Levi", 2012, ISBN 978-88-06-21055-7
- Roberto Saviano legge "Se questo è un uomo", regia di Flavia Gentili, Roma: Emons, 2013, ISBN 978-88-95703-93-0

### Edizioni in altre lingue
- (SLO) Sergij Šlenc; (a c.di), Ali je to človek- Premirje
- (EN)   Stuart Woolf (a c.di), If This Is A Man - The Truce, Auckland, Abacus Books, 1988, prima ed. 1959, ISBN 978-03-4910-013-5.
- (DE)   Heinz Reidt  (a c.di), Ist das ein Mensch? - Die Atempause, Monaco, Carl Hanser GmbH + Co, 2011, prima ed. 1961, ISBN 978-34-4623-744-5.
- (FR)   Si c'est un homme, Parigi, Interforum, 2004, prima ed. 1961, ISBN 978-22-6602-250-7.

### Sull'edizione in ebraico
Nel 2020 uscì un articolo su Academia in ebraico di nome: Primo Levi e gli ebrei di Tripoli a c. di Franco Arbib. L'articolo osserva che nella traduzione ebraica, pubblicata peraltro relativamente tardi, manca la parola Tripoli e spiega che l'omissione è voluta, dato che in quel periodo il sistema israeliano negava il fatto che anche da Tripoli c'erano state deportazioni. In seguito all'articolo vi furono diverse controversie.